# Кушъёль (приток Большого Патока)
Кушъёль (устар. Сотчемъёль) — река в России, протекает в Республике Коми по территории городского округа Вуктыл.

## География
Устье реки находится в 18 км по левому берегу реки Большой Паток. Длина реки составляет 11 км.

## Этимология гидронима
Кушъёль у Коми означает «пустой ручей». От куш «пустой», ёль «лесной ручей».
Сотчемъёль от сотчӧм «горелый», «обгорелый»..

## Данные водного реестра
По данным государственного водного реестра России относится к Двинско-Печорскому бассейновому округу, водохозяйственный участок реки — Печора от водомерного поста у посёлка Шердино до впадения реки Уса, речной подбассейн реки — бассейны притоков Печоры до впадения Усы. Речной бассейн реки — Печора.
Код объекта в государственном водном реестре — 03050100212103000062811.